# Affaire Tawana Brawley
Tawana Vicenia Brawley (née le 15 décembre 1971,) est une Afro-américaine originaire de Wappingers Falls dans l'État de New York, qui a faussement accusé quatre hommes blancs de viol en novembre 1987.
Le 28 novembre 1987, Tawana Brawley fut trouvée dans un sac poubelle. Des insultes racistes étaient écrites sur son corps et son visage était couvert d'excréments. Elle accusa quatre hommes blancs de l'avoir violée. L'affaire eu un retentissement dans tout le pays, dû à son âge (15 ans), aux personnes accusées (dont des policiers ainsi qu'un procureur) ainsi que l'état dans lequel elle fut retrouvée après le viol présumé. Ses avocats Al Sharpton, Alton H. Maddox et C. Vernon Mason ont aussi aidé l'affaire à gagner en importance.
Après avoir écouté les preuves, un grand jury conclu en octobre 1988 que Tawana Brawley n'avait pas été victime d'agression sexuelle et qu'elle pouvait avoir elle-même créé les apparences d'une telle agression,. Steven Pagones, le procureur de New York que Brawley avait accusé d'être l'un des agresseurs, intenta avec succès un procès en diffamation contre elle et ses trois conseillers.
Brawley reçut au départ un soutien considérable de la communauté afro-américaine. Certains ont suggéré que Brawley avait été victime de rapports partiaux qui adhéraient aux stéréotypes raciaux,. La couverture médiatique dominante a suscité de vives critiques de la part de la presse afro-américaine et de nombreux leaders noirs qui croyaient l'adolescente et son histoire. Les conclusions du grand jury ont réduit le soutien à Brawley et ses avocats. Sa famille a maintenu la véracité des allégations.

## Origines de l'affaire
Le 28 novembre 1987, Tawana Brawley, qui avait disparu depuis quatre jours de son domicile de Wappingers Falls dans l'État de New York, fut retrouvée inconsciente, disposée dans un sac poubelle à plusieurs mètres d'un appartement où elle avait vécu. Ses vêtements étaient déchirés et brûlés, son corps maculé d'excréments. Elle fut emmenée aux urgences, où les mots « KKK », « nègre » et « salope » ont été découverts écrits au fusain sur son torse.
Un inspecteur du bureau d'aide aux mineurs du shérif, entre autres, a été convoqué pour interroger Brawley, mais elle n'a pas répondu.
La famille a demandé un officier noir, demande que la police a pu accorder. Brawley, décrite comme ayant un regard « très étrange », a communiqué avec cet officier par des hochements de tête, des haussements d'épaules et des notes écrites. L'entretien a duré vingt minutes, au cours desquelles elle n'a prononcé qu'un seul mot : « néon ». Cependant, par des gestes et des écrits, elle a indiqué qu'elle avait été violée à plusieurs reprises dans une zone boisée par six hommes blancs, dont au moins un, selon elle, était un policier. Un « kit d'agression sexuelle » (examen médico-légal) a été administré et la police a commencé à monter un dossier. Brawley n'a fourni aucun nom ni description de ses agresseurs.
Elle a ensuite déclaré à d'autres personnes qu'il n'y avait pas eu de viol, seulement d'autres types d'abus sexuels. Les tests médico-légaux n'ont trouvé aucune preuve qu'une agression sexuelle de quelque nature que ce soit s'était produite. Il n'y avait aucune preuve d'exposition aux éléments, ce à quoi on se serait attendu d'une victime détenue pendant plusieurs jours dans les bois à un moment où la température tombait en dessous de zéro la nuit.

## Réaction publique

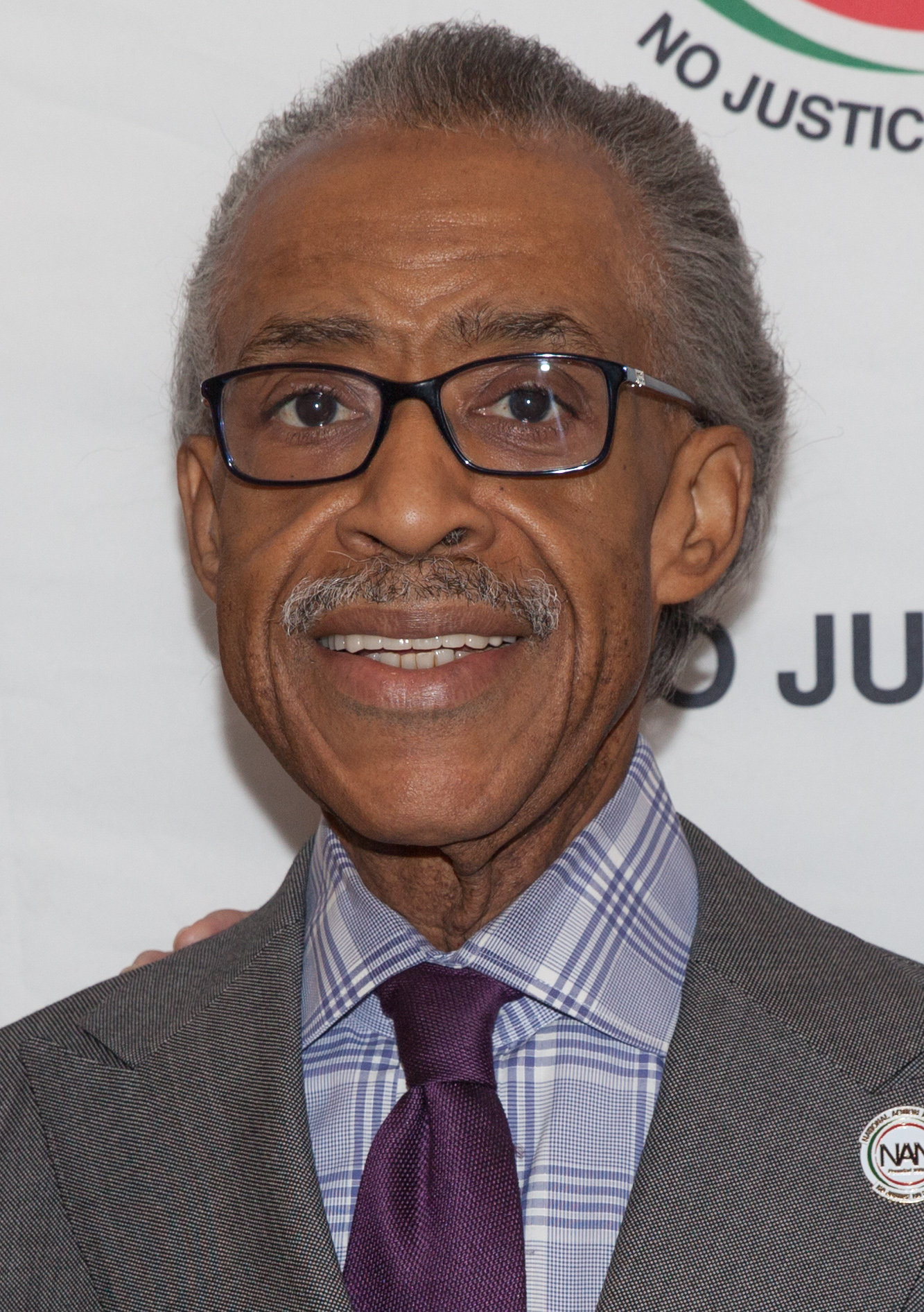
Al Sharpton (ici en 2015) a aidé à gérer la médiatisation de Brawley.

La réaction du public à l'histoire de Brawley a d'abord été plutôt empathique. Bill Cosby a offert une récompense de 25 000 $ pour des informations sur l'affaire, tandis que Don King a promis 100 000 $ pour les études de Brawley. En décembre 1987, plus de mille personnes, dont le dirigeant de Nation of Islam, Louis Farrakhan, marchèrent dans les rues de Newburgh, en soutien à Brawley.
Les affirmations de Brawley dans l'affaire ont fait la une des journaux à travers les États-Unis. Des rassemblements publics ont eu lieu pour dénoncer l'agression. Lorsque le militant des droits civiques Al Sharpton, avec l'aide des es avocats Alton H. Maddox et C. Vernon Mason, a commencé à gérer la médiatisation de l'affaire, elle devint rapidement très controversée. Sharpton, Maddox et Mason ont généré un retentissement médiatique national. Les trois hommes ont déclaré que des responsables du gouvernement d'État tentaient de dissimuler les accusés dans l'affaire parce qu'ils étaient blancs. Ils ont en outre suggéré que le Ku Klux Klan, l'IRA, et la Mafia avaient conspiré avec le gouvernement américain dans la prétendue dissimulation. Harry Crist Jr., un officier de police qui s'est suicidé peu de temps après le moment où Brawley aurait été captive, devint suspect dans l'affaire. Steven Pagones, un procureur de district adjoint du comté de Dutchess, a tenté d'établir un alibi pour Crist, déclarant qu'il avait été avec lui pendant cette période. Sharpton, Maddox et Mason ont ensuite déclaré que Crist et Pagones étaient deux des violeurs. Ils ont également accusé Pagones d'être raciste,. En se basant sur la lettre de suicide de Crist, le New York Times a publié qu'il s'était suicidé parce que sa petite amie avait mis fin à leur relation peu de temps avant sa mort et parce qu'il était bouleversé de ne pas avoir pu devenir policier d'État.
La couverture des médias grand public a suscité de vives critiques de la part de la presse et des dirigeants afro-américains pour son traitement médiatique de l'adolescente,,. Ils ont pointé du doigt la fuite et la publication de photos prises d'elle à l'hôpital et la révélation de son nom malgré le fait qu'elle était mineure. De plus, les critiques craignaient que Brawley ne soit confiée à la garde de sa mère, de son beau-père et de leurs avocats, plutôt que d'être protégée par les services sociaux de l'État. Dans un article d'opinion du New York Times, Martha Miles et Richard L. Madden écrivirent :

« La loi de l'État prévoit que si un enfant semble avoir été agressé sexuellement, alors l'Agence de protection de l'enfance est censée prendre la juridiction et la garde de cet enfant. Mais, Tawana Brawley avait 15 ans au moment des faits. Si cela avait été fait… dès le début, l'agence lui aurait accordé des soins psychiatriques et conservé des preuves de viol… »

L'ancien assistant de Sharpton, Perry McKinnon, a déclaré que Sharpton, Maddox et Mason étaient indifférents à Brawley et utilisaient l'affaire pour « conquérir la ville », car il avait entendu Sharpton dire que l'affaire pourrait faire de lui et des deux autres avocats de Brawley « les plus grands nègres de New York ». En juin 1988, au plus fort de la controverse entourant l'affaire, un sondage a montré un écart de 34 points entre les Noirs (51 %) et les Blancs (85 %) sur la question de savoir si Brawley mentait.

## Audiences du grand jury
Sous l'autorité du procureur général de l'État de New York Robert Abrams, un grand jury fut appelé à entendre des témoignages. Le 6 octobre 1988, le grand jury a publié son rapport de 170 pages concluant que Brawley n'avait pas été enlevée, agressée, violée ou sodomisée, comme l'ont affirmé Brawley et ses avocats. Le rapport concluait en outre que les « allégations publiques sans serment contre le procureur adjoint du comté de Dutchess, Steven Pagones » étaient fausses et n'avaient aucun fondement. Avant de publier le rapport, le grand jury a entendu 180 témoins, vu 250 pièces à conviction et enregistré plus de 6 000 pages de témoignages.
Dans son compte-rendu, le grand jury a noté de nombreuses incohérences avec l'histoire de Brawley. Parmi ceux-ci, les résultats de l'examen médico-légal n'indiquaient pas d'agression sexuelle. De plus, bien qu'elle ait prétendu avoir été détenue à l'extérieur pendant des jours, Brawley ne souffrait pas d'hypothermie, était bien nourrie et semblait s'être brossé les dents récemment. Bien que ses vêtements étaient carbonisés, il n'y a pas eu de brûlures sur son corps. Bien qu'une chaussure qu'elle portait ait été coupée, Brawley n'a subi aucune blessure au pied. Les inscriptions racistes écrites sur elle étaient à l'envers, ce qui laissait soupçonner que Brawley avait écrit les mots. Le témoignage de ses camarades de classe a indiqué qu'elle avait assisté à une fête locale pendant la durée de son supposé enlèvement. Un témoin a affirmé avoir vu Brawley grimper dans le sac à ordures. Les excréments sur son corps ont été identifiés comme provenant du chien de son voisin. Brawley n'a jamais témoigné malgré une assignation à comparaître (subpoena) lui enjoignant de le faire,.
Le 6 juin 1988, la mère de Tawana, Glenda Brawley, a été condamnée à 30 jours de prison et à 250 dollars d'amende pour outrage au tribunal pour avoir refusé de témoigner à l'audience devant le grand jury. Elle a échappé à l'arrestation en se cachant dans des églises, la police n'ayant pas réussi à l'arrêter, en raison de la violence qu'engendrerait une telle situation. La famille Brawley a ensuite fui l'État de New York, voyageant à travers le pays pendant plusieurs mois avant de s'installer à Virginia Beach.

### Motivations possibles
Une grande partie des preuves du grand jury indiquait un motif possible pour la falsification de l'agression par Brawley : essayer d'éviter une punition violente de sa mère et de son beau-père, Ralph King. Des témoins ont déclaré que Glenda Brawley avait auparavant battu sa fille pour s'être enfuie et avoir passé des nuits avec des garçons. King avait des antécédents de violence, notamment le fait de poignarder sa première femme 14 fois, puis de la tuer par arme à feu. Il y avait des preuves majeures que King pouvait et allait attaquer violemment Brawley : lorsqu'elle avait été arrêtée pour vol à l'étalage en mai dernier, King avait tenté de la battre pour l'infraction au sein même du poste de police. Des témoins ont également décrit King comme ayant parlé de sa belle-fille de manière sexuellement ambiguë. Le jour de sa disparition présumée, Brawley avait quitté l'école pour rendre visite à son petit ami, Todd Buxton, qui purgeait une peine de six mois de prison. Lorsque la mère de Buxton (avec qui elle avait rendu visite à Buxton en prison) l'a exhortée à rentrer chez elle avant d'avoir des ennuis, Brawley lui a dit : « J'ai déjà des ennuis ». Elle a décrit à quel point King était en colère après un incident précédent dû à une sortie jusque tard le soir.
Il y avait des preuves que la mère de Brawley et King avaient sciemment participé à la supercherie. Des voisins ont dit au grand jury qu'en février, ils avaient entendu Glenda Brawley dire à King : « Tu n'aurais pas dû prendre l'argent parce qu'après tout cela, ils vont découvrir la vérité ». Un autre voisin a entendu Mme Brawley dire : « Ils savent que nous mentons, ils vont comprendre et nous embarquer ».
En avril 1989, le journal New York Newsday a publié des déclarations d'un petit ami de Brawley, Daryl Rodriguez, selon lesquelles elle lui avait dit que l'histoire avait été montée de toutes pièces, avec l'aide de sa mère, afin d'éviter la colère de son beau-père. Écrivant sur l'affaire dans un livre de 2004 sur les perceptions de la violence raciale, le sociologue Jonathan Markovitz a conclu « qu'il est raisonnable de penser que la peur de Brawley et les souffrances qu'elle a dû endurer ont été vraiment ahurissantes si elles étaient suffisantes pour la forcer à se couper les cheveux, à se couvrir d'excréments et à ramper dans un sac à ordures ».

## Conséquences

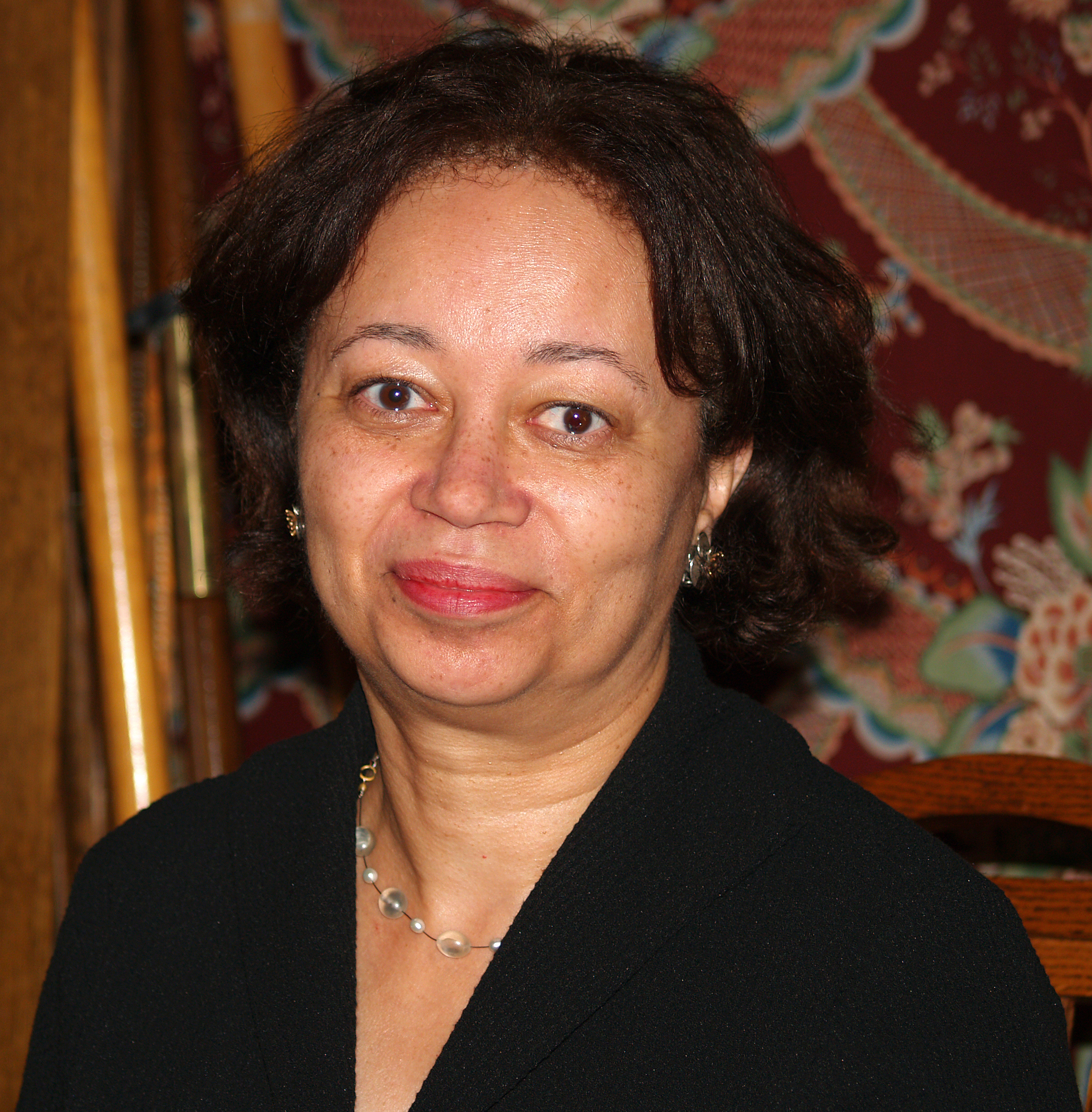
Les commentaires de Patricia J. Williams concernant l'affaire étaient controversés.

L'affaire a mis en évidence la méfiance de la communauté noire à l'égard des institutions juridiques. La juriste Patricia J. Williams a écrit en 1991 que l'adolescente « a été victime d'un crime indescriptible. Peu importe comment elle en est arrivée là. Peu importe qui l'a fait, et même si elle l'a fait à elle-même ». Ces commentaires ont également suscité la controverse ; Sue Sherry a répondu à Williams dans son livre Beyond All Reason: The Radical Assault on Truth in American Law, écrivant « Les multiculturalistes radicaux semblent incapables ou peu disposés à faire la différence entre le viol fantasmé de Brawley et le vrai d'une autre femme. L'indifférence à la distinction entre réalité et fiction minimise la souffrance réelle en impliquant qu'elle n'est pas pire que la souffrance imaginée ou auto-infligée ». Le 21 mai 1990, Alton H. Maddox a été suspendu indéfiniment par la division d'appel de la Cour suprême de l'État à Brooklyn après avoir omis de comparaître devant une audience disciplinaire pour répondre de ses affirmations et sa conduite dans l'affaire Brawley.
En 1998, Pagones a reçu 345 000 $ dans le cadre d'un procès pour diffamation qu'il avait intenté contre Sharpton, Maddox et Mason ; Pagones avait initialement demandé 395 millions de dollars. Le jury a jugé Sharpton responsable de sept déclarations diffamatoires concernant Pagones, deux pour Maddox et une pour Mason. Le jury ne s'est pas prononcé sur quatre des 22 déclarations pour lesquelles Pagones avait intenté une action en justice, et il a estimé que huit déclarations n'étaient pas diffamatoires. Plus tard, dans une interview, Pagones a déclaré que les problèmes causés par les accusations de Brawley et ses avocats lui avaient coûté son premier mariage et beaucoup de chagrin personnel.
Pagones a également poursuivi Brawley. Elle ne s'est pas présentée au procès et le juge lui a ordonné de payer à Pagones des dommages et intérêts de 185 000 $. Les 65 000 $ demandés à Al Sharpton ont été payés en 2001 par certains de ses partisans, dont l'avocat Johnnie Cochran et l'homme d'affaires Earl G. Graves, Jr..En décembre 2012, le New York Post a affirmé que Maddox avait payé son jugement de 97 000 $ et que Mason effectuait les paiements sur les 188 000 $ qu'il devait. Brawley quant à elle, n'aurait effectué aucun paiement. Le mois suivant, un tribunal a condamné une saisie sur son salaire pour payer Pagones,,.
Dans une apparition en 1997, Brawley a maintenu qu'elle n'a pas inventé l'histoire ; elle avait encore des soutiens. En novembre 2007, le beau-père et la mère de Brawley, à l'occasion d'un reportage pour le 20e anniversaire du New York Daily News, ont affirmé que l'attaque avait eu lieu. « Comment pourrions-nous inventer cela et faire tomber l'État de New York ? Nous ne sommes que des gens ordinaires », a déclaré Glenda Brawley. Ils ont dit qu'ils avaient demandé au procureur général de l'État de New York Eliot Spitzer et au gouverneur Andrew Cuomo de rouvrir le dossier. Ils ont également déclaré que Brawley prendrait la parole lors de toute procédure judiciaire. Depuis 2013, Brawley vit en Virginie, sous un nouveau nom.

## Dans la culture populaire
- Dans le film de 1989 de Spike Lee Do the Right Thing un plan montre un graffiti où il est inscrit « Tawana told the truth » (« Tawana a dit la vérité »)[10]. Dans une interview de 2014 au magazine Rolling Stone, Spike Lee déclara qu'il n'était pas sûr que l'histoire de Brawley soit vraie[44].
- Brawley apparaît aux côtés de Sharpton dans le clip de Fight the Power du groupe Public Enemy, qui fut produit et mis en scène par Spike Lee[45].
- En 1990, l'épisode « Inégalité raciale » de la série New York, police judiciaire est une fiction inspirée de l'affaire Brawley[46]. L'affaire est également évoquée en 2014 dans l'épisode "Le Pouvoir de la presse" de la série New York, unité spéciale[47].
- Une référence à Brawley est faite par Lisa Lopes en 1992 dans la chanson « His Story » dans le premier album Ooooooohhh... On the TLC Tip du groupe TLC[48].
- Le roman de Joyce Carol Oates Sacrifice est un récit romancé de l'affaire Brawley[49].